# Margaret River
Margaret River è una città della regione di South West, in Australia Occidentale; è la sede della Contea di Augusta-Margaret River e deve il suo nome all'omonimo fiume che l'attraversa. Si trova 277 chilometri a sud di Perth.
La città è a 9 chilometri di distanza dall'Oceano Indiano e grossomodo a metà strada fra Cape Naturaliste e Cape Leeuwin

## Storia
La città prende il nome dal fiume, che a sua volta si pensa prenda il nome da Margaret Wyche, cugina di John Bussell, il fondatore di Busselton. Il nome compare per la prima volta su di una mappa nel 1839. La città venne presto abitata da immigrati europei e nel 1870 iniziò ad essere importante l'industria legata al legname. Dopo la prima guerra mondiale il governo dello Stato favorì l'afflusso di nuovi migranti e negli anni venti del secolo scorso venne costruita una ferrovia che collegava la città di Margaret River a Busselton.

## Regione vinicola
La regione circostante Margaret River è diventata molto conosciuta per la produzione di vini pregiati e per il turismo che questa industria attrae: quella della regione vinicola di Margaret River è infatti la più importante Indicazione geografica protetta dell'Australia sud-occidentale, con 5.500 ettari coltivati e circa 140 aziende produttrici. Benché in questa regione si produca circa il 3% del totale del vino prodotto annualmente in Australia, circa il 20% dei vini di punta ha origine qui.
Le condizioni climatiche della zona sono ideali: il clima è di tipo mediterraneo e mancano sia le temperature estreme della tipica estate australiana che quelle più rigide; un clima simile a quello che si può trovare a Bordeaux in un'annata secca.

## Caverne

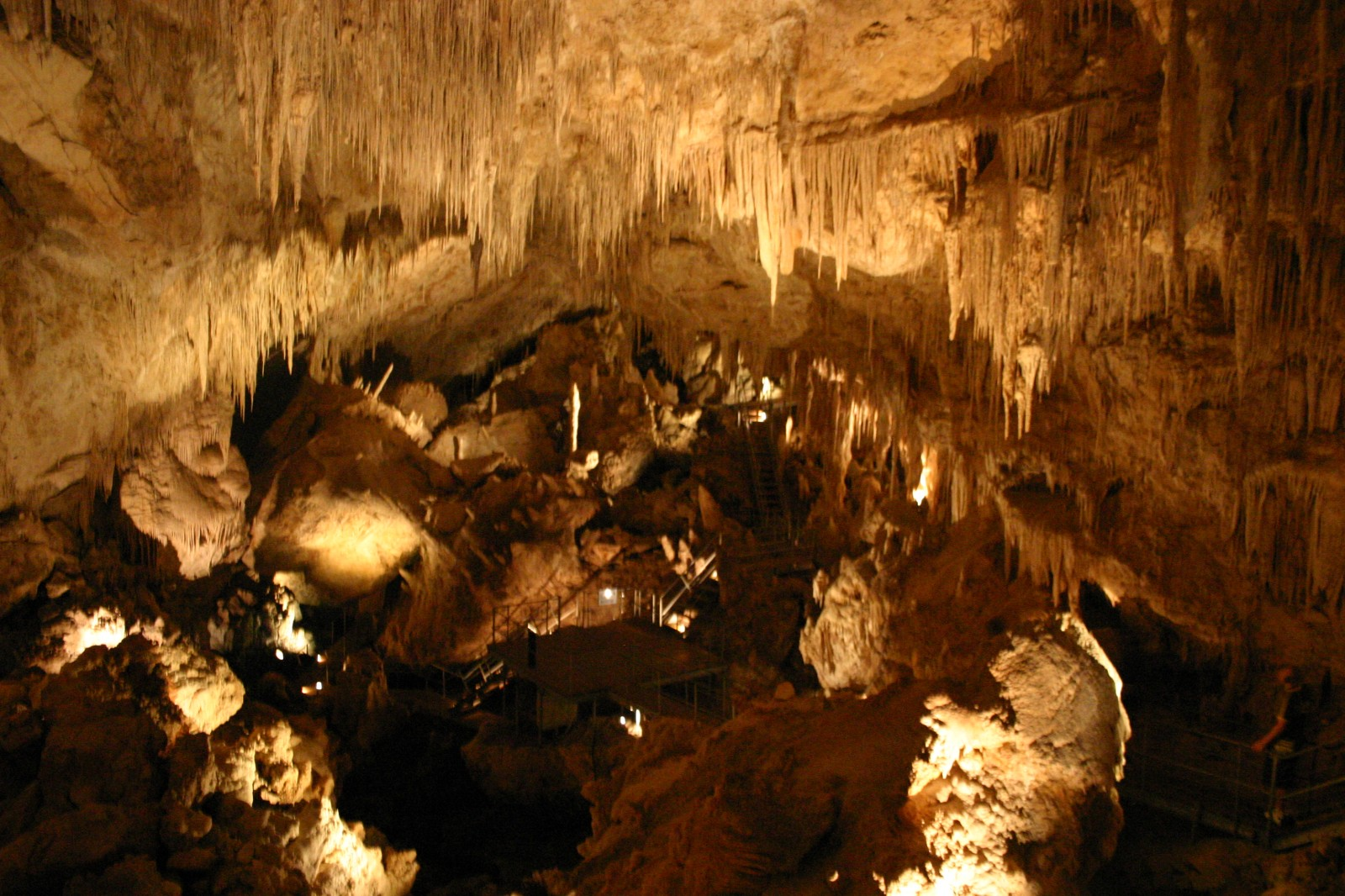
Mammoth Cave,la caverna più nota

Nella zona di Margaret River si trovano alcune centinaia di caverne, tutte all'interno del Leeuwin-Naturaliste National Park (solo alcune delle quali sono aperte al pubblico). La più nota è la cosiddetta Mammoth Cave, che si trova 20 chilometri a sud della città e contiene fossili di oltre 35.000 anni. Benché essa fosse già nota ai primi residenti europei fin dal 1850, la prima esplorazione estensiva di Mammoth Cave venne effettuata solo nel 1895